# لهجه کرمانی
گویِشِ کِرمانی یِکی از گویِش‌هایِ زبانِ فارسی است .که گُستردِگی‌اش در اُستانِ کِرمان است. گونه‌هایِ گوناگونِ این گویِش، زبانِ برخی از جاهایِ اُستانِ کِرمان را دربرمی‌گیرد. در اُستانِ کِرمان، زرتشتیان زبانی دِگَرسان با پارسیِ کِرمانی دارند. فرایندِ کوتاه‌کردنِ واژه‌ها در این گویِش بوده و رواگ(رواج) دارد.

## دیرینِگی
دُكتُر مُحمَّداِبراهیم باستانی پاریزی،تاريخدانِ بَرجِسته‌یِ ایرانی،در پیشگُفتارِ نِبیگِ(کِتاب) «فَرهنگِ گويِش كِرمانی» درباره‌یِ اين گويِش رُوشن کرده‌ست که پیشینه‌ای هِزارساله دارد و کرمان گویِشِ ویژه‌ای ندارد و پارسی‌اش بِسياردیرینه ؤ همانَست که در آتشکده‌یِ کَرکویه،سُرودِ گَرشاسپ را به آن زبان می‌خواندند.وِی گُفته‌ست:«زبانی که كرمانی‌ها از هزاران‌سالِ پيش و پيش‌‌ازآن صحبت می‌کرده‌اند بايد همین زبان باشد زيرا گویِشِ ديگری در كِرمان نِمی‌شِناسيم که ربطی به پهلویِ عصرِ ساسانی و يا اشكانی داشته‌‌باشد».

## زبانزدِ(ضرب‌ُالمثلِ) کرمانی
- قاضی وختی نون نمی‌لُمبونه ريش نمی‌جُنبونه:قاضی تا رِشوه نگيرد كاری انجام نِمی‌دهد.
- كی زند دسته به جوغن كی خوْرد حليم و روغن:جوغن به‌چمِ(به‌معنیِ) هاون است و اين زبانزد(ضرب‌المثل) هِنگامی بِکارمی‌رود كه يكی سختی بِکشد و ديگری سود بِبرد.
- تُرُش‌بالا به آفتابه می‌گه دوكُتو:آبكش به آفتابه می‌گوید ۲ سوراخ داری.(برابرِ دیگر:دیگ به دیگ می‌گه روت سیاه)
- آب اَ کُنجِ ناخونِش نِمی‌چِکه:آب از گوشۀیِ انگشتش نِمی‌ریزد؛گُواژه(کِنایه) ازاینکه بِسیارخسیسَست.
- خونه‌یِ همسایه کُماجه به‌ماچه؟:در خانه‌یِ همسایه کُماچ دُرست می‌کُنند به ما مربوط نیست؛گُواژه ازاینکه در کارِ دیگران سرک نَکشیم.

## لالاییِ کِرمانی
لالالالا گُلم لالا/بخوابه بُلبُلم لالا
لالا لالایی لالایی/بُرُو لولویِ صحرایی
بُرُو لولو جهنَّم شو/بلاگردونِ رودَم شو
بُرُو لولوی صحرایی/توْ از رودم چه می‌خواهی‌
که رودم کِرده لالایی